# Pablo Alabern y Molas
Pablo Alabern y Molas (Barcelona, 1804-ibídem, 1860) fue un grabador español.

## Biografía
Natural de Barcelona, se dedicó desde muy pequeño al cultivo de las artes; ya desde niño demostró su gran disposición para ejercitarlas, y destacaba en el dibujo y el grabado. Asistió a la escuela de dibujo, pintura, escultura y grabado financiada por la Junta de Barcelona; allí llevó a cabo un estudio de las obras de los profesores españoles del siglo XVIII —incluido su abuelo, Pascual Molas— y obtuvo, además, varios premios.
No ocupó ningún cargo oficial, pero formó a varios discípulos, incluido Antonio Roca y su propio hijo, Camilo.
Con sus trabajos en cobre y acero ilustró la mayor parte de las publicaciones catalanas en circulación entre los años 1823 y 1850. Entre sus obras destacaron San José, Retrato del Obispo de Puerto-Victoria y el Mapa de España de Flores.